# Prêmio Bungei
O  prêmio Bungei (文藝賞, Bungeishō) é um prêmio literário do Japão. Oferecido pela  editora Kawade Shobō Shinsha. Foi concedido pela primeira vez em 1962.